# Цуманська Пуща (заповідне урочище)
Цу́манська пу́ща — заповідне урочище (лісове) в Україні. Розташоване в межах Луцького району Волинської області, на північ від селища Цумань.
Площа 8930,6 га. Статус надано згідно з рішенням Волинської облради від 29.03.2005 року № 19/27, внесено зміни на підставі рішення Волинської облради від 21.06.2012 № 12/35. Перебуває у віданні філії «Ківерцівське лісове господарство»: Берестянське лісництво, кв. 2, 4, 7, 12, 15-17, 20, 22, 25, 26, 29, 30, 34-36, 43-46, 48, 54-57, Горинське лісництво, кв. 1-7, кв. 8, вид. 12, 13, 28-30, 39, кв. 9, 11, 15, 19, 22, 23, 26, 27, 29, 38, 39, 43-47, Партизанське лісництво, кв. 12-17, 19-20, 21-24, 26-30, 34, 35, 39, 40, Холоневичівське лісництво, кв.50, 55, 61, 64, 65, Цуманське лісництво кв. 1,3-7, 10-13, 15, 16, 18-20.
Статус надано для збереження частини цінного лісового масиву природного походження. Рослинність урочища представлена дубово-сосновими лісами із домішкою берези повислої (Betula pendula), осики (Populus tremula), горобини звичайної (Sorbus aucuparia) та грабово-дубовими, чорновільховими лісами із домішкою явора (Acer pseudoplatanus), ясена звичайного (Fraxinus excelsior).
У трав'яно-чагарничковому ярусі трапляються рідкісні види рослин 15 з яких занесені до Червоної книги україни: плаун річний (Lycopodium annotinum), лілія лісова (Lilium martagon), цибуля ведмежа (Allium ursinum), підсніжник білосніжний (Galanthus nivalis) та ін.
Фауна урочища представлена типово лісовими та рідкісними видами тварин, що занесені до Червоної книги України, Європейського червоного списку, Червоного списку МСОП, природоохоронних переліків міжнародних конвенцій і угод): лелека чорний (Ciconia nigra), підорлик малий (Aquila pomarina), пугач (Bubo bubo) та ін.
У 2010 році заповідне урочище «Цуманська Пуща» ввійшло до складу національного природного парку «Цуманська Пуща».

## Галерея

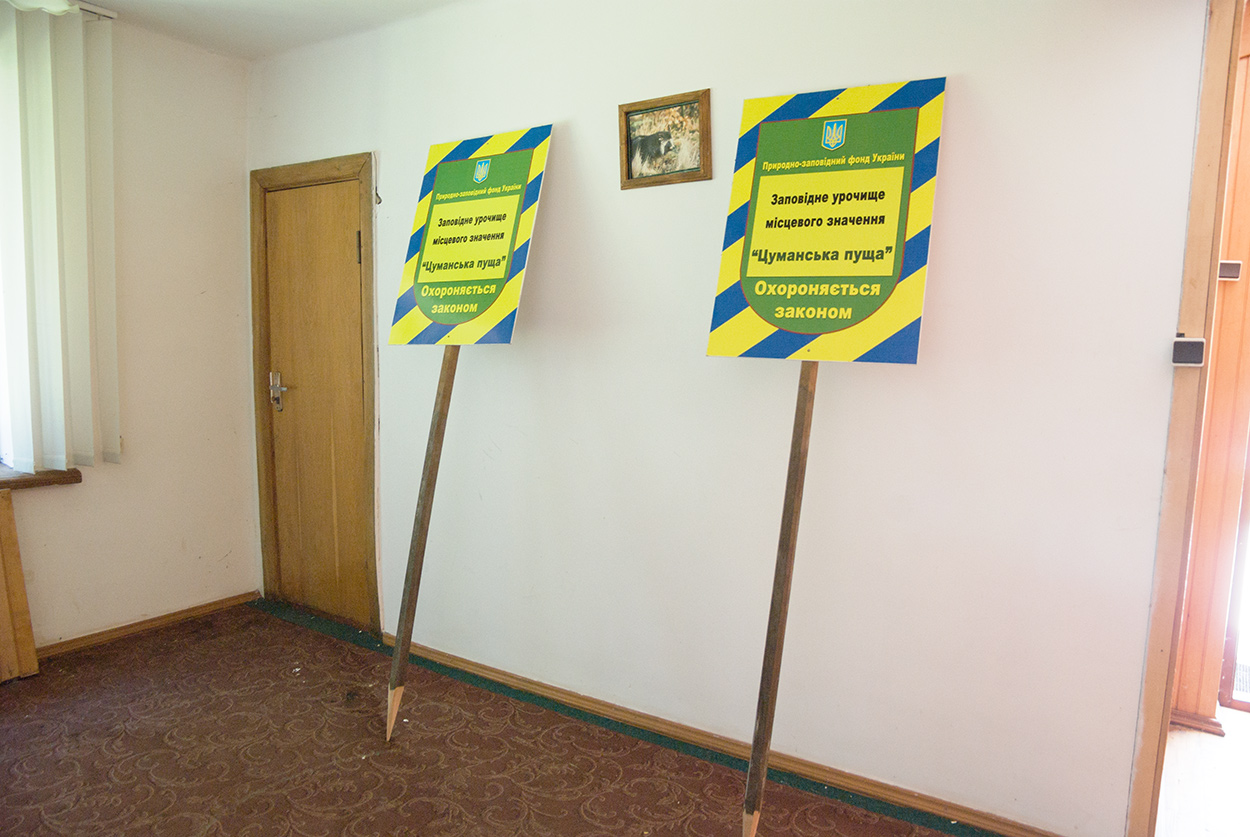
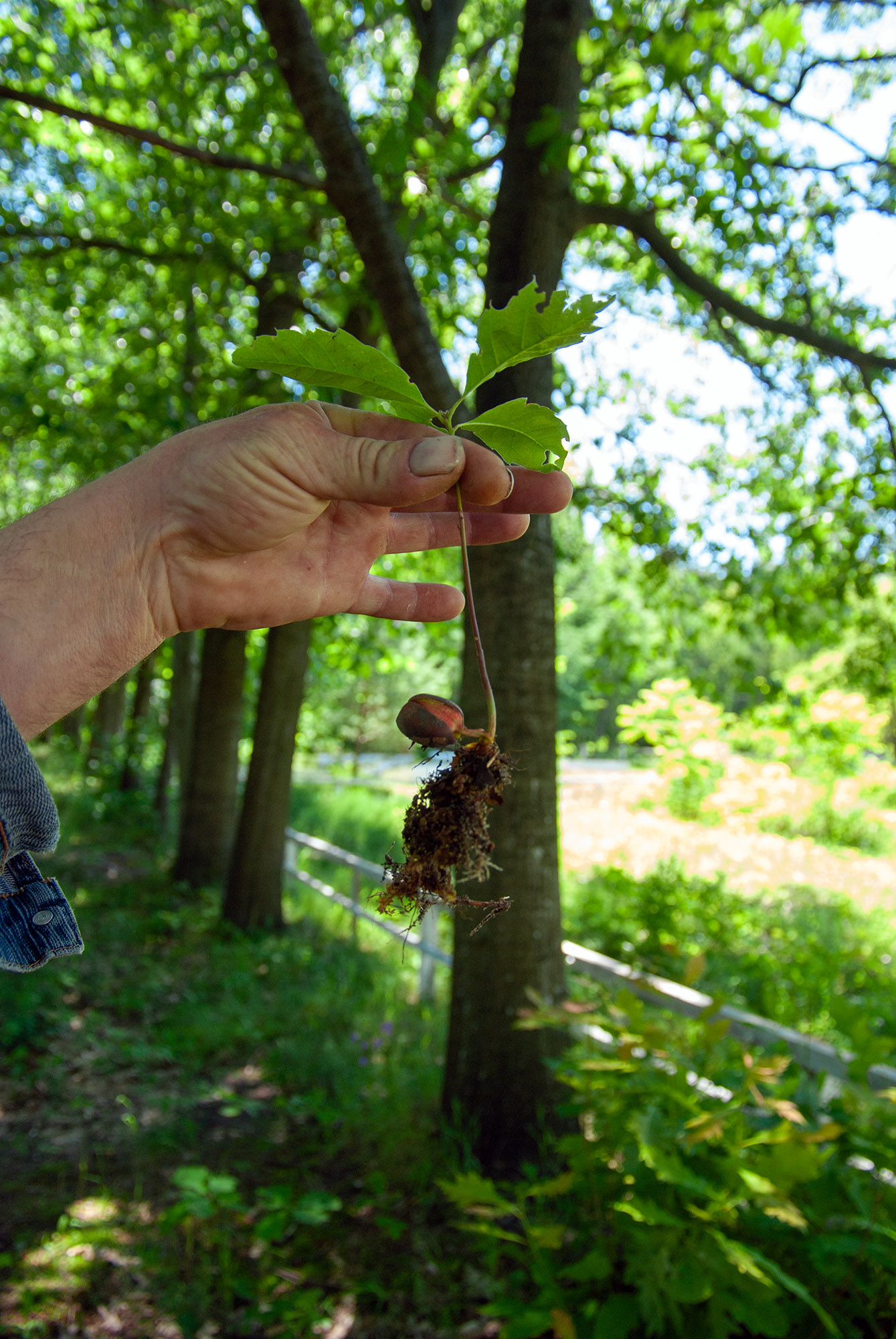